# Amamikyu

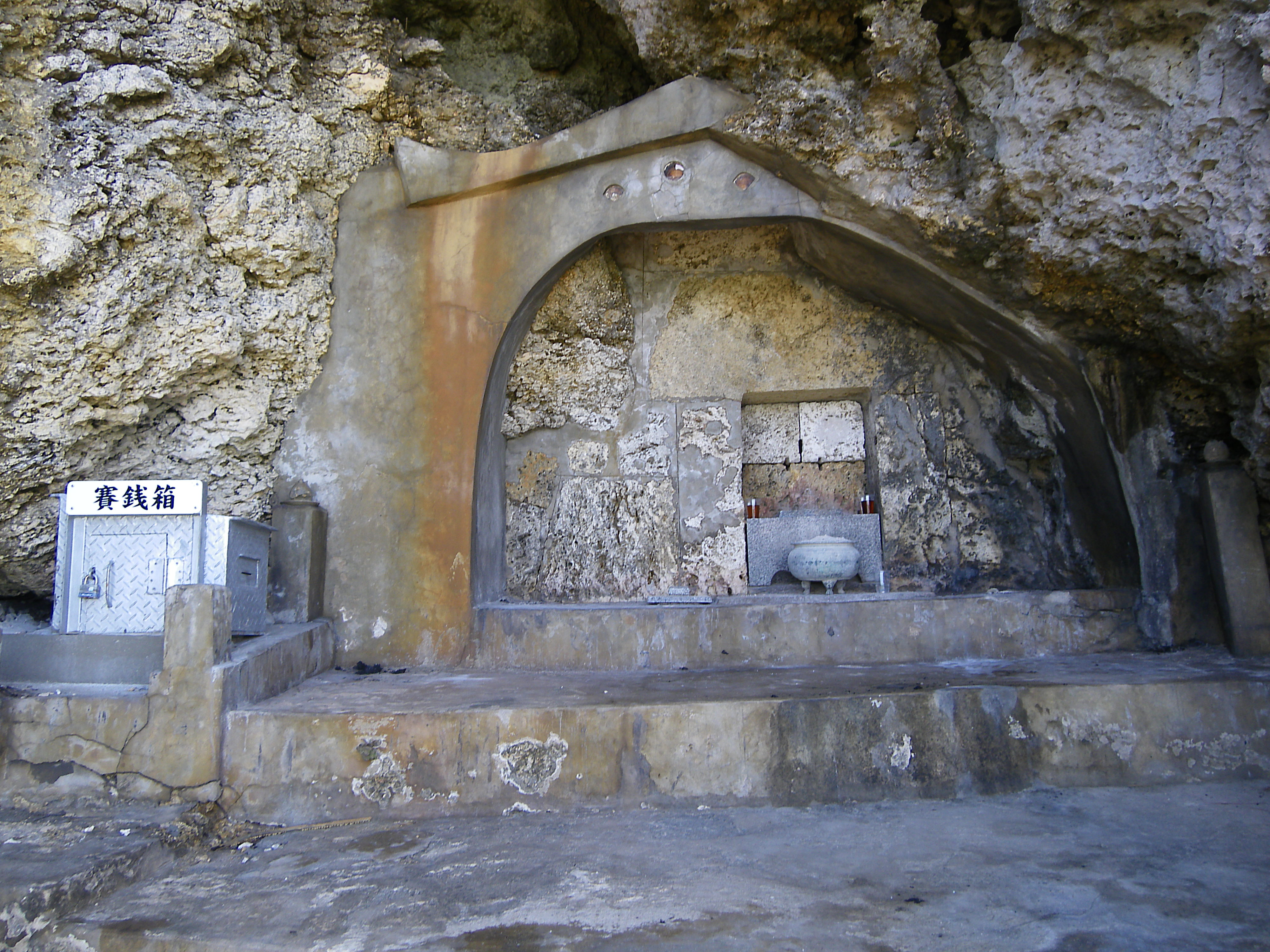
Tombeau d'Amamikyu

Amamikyu (阿摩美久 ou 阿摩彌姑, Amanchuu en okinawaïen) est la déesse créatrice des îles Ryūkyū dans la religion ryukyu.

## Histoire
Le début du Chūzan Seikan détaille la création des îles Ryūkyū. L'Empereur Céleste (天帝), qui vivait dans le Gusuku (天城) céleste, regarda sur la Terre et vit qu'il n'y avait aucune île. Il ordonna alors à Amamikyu de créer l'archipel des Ryūkyū, qui lui demanda les matériaux nécessaires. Alors, l'Empereur Céleste envoya Shinerikyu (志仁禮久) apporter à la déesse de l'herbe, des arbres . Ceci fait, elle descendit sur Terre et arriva sur l'île d'Okinawa, au lieu-dit de Seifa-utaki, et construisit les châteaux de Tamagusuku et Chinen. Elle demanda à nouveau à l'Empereur Céleste les matériaux nécessaires afin de créer des humains, mais les autres dieux ne voulaient pas descendre. Elle devint alors enceinte de Shinerikyu et peupla l'archipel. Après plusieurs générations, un « petit-fils divin » prénommé Tentei vit le jour et partagea les îles entre ses cinq enfants : l’aîné, Tenson, devint le premier roi des Ryūkyū ; le fils cadet devint le premier seigneur féodal ; le troisième fils le premier fermier ; la fille aînée devint la première norō royale et la seconde devint la première norō du village.